# ピアノ騒音殺人事件
ピアノ騒音殺人事件（ピアノそうおんさつじんじけん）は、1974年（昭和49年）8月28日朝に神奈川県平塚市田村（現：平塚市横内）の県営住宅「県営横内団地」で発生した殺人事件である。ピアノ殺人事件とも呼称される。
精神病質者かつ音に対し極端に過敏だった男が「ピアノ・日曜大工など階下からの騒音がうるさい」と階下の被害者一家に殺意を抱き、母娘3人を刺殺した。本事件は社会に大きな衝撃を与え、同時に近隣からの騒音問題をクローズアップさせるきっかけともなった。

## 加害者・死刑囚O

### 生い立ち
加害者である男O・M（姓名のイニシャル、以下の文中では姓イニシャルを用い「O」と表記）は1928年（昭和3年）6月4日生まれ（事件当時46歳）で、東京府東京市亀戸町三丁目54番地（現：東京都江東区亀戸）で書店経営者の次男として出生した。
子供のころは明るく活発な性格で学業成績も良かったが、1938年（昭和13年）ごろに近所の吃音症の子供と遊びそのまねをしているうちに自らも吃音症を発症、以来無口で内向的になった。
旧制錦城中学校へ進学したが、中学1年の時には国語の授業の際に皆の前で教科書を読まされ、途中でひらがなが読めず放棄するという屈辱的な体験をした。それ以降、Oは強い劣等感を抱いて勉学への意欲を失ったことで、学業成績もとても低下し、次第に無口で暗い性格に変わっていった。

### 工員になるも、窃盗で逮捕
1945年（昭和20年）3月に旧制錦城中学校を卒業後、終戦まで両親の疎開先だった山梨県北都留郡上野原町（現：上野原市）の軍需工場に勤務していたが、親元を離れて生計を立てるようになってからは肉親とほとんど音信不通の生活を続けていた。
1947年（昭和22年）5月には日本国有鉄道（国鉄 / 現在の東日本旅客鉄道〈JR東日本〉）中央本線・国立駅職員となったが、競輪に凝って切符の売上金を使い込むなどした。1950年9月には分納金39,000円を持ち逃げし、向島の娼婦のところで約1か月間でその金を遣い果たすと、逃走中の1950年10月には生活費に窮して駅の定期券売り場で現金2,000円をひったくろうとして警察に逮捕され、台東簡易裁判所で懲役1年・執行猶予3年の判決を受けた。
このため1950年（昭和25年）には退職を余儀なくされ、それ以降は東京都内・神奈川県内の会社など職場を転々と変えた。この間には一時山梨の実家に戻って農作業・山仕事を手伝ったり、1951年（昭和26年）からは旋盤工場で勤務したりしたが、やがて就労意欲を失い、1953年（昭和28年）ごろには自宅でぶらぶらしていたことを兄にとがめられたことで「家にいたらえらいことになる」と家出、新橋界隈で約1年間にわたりホームレス生活を送った。

### 結婚するも即離婚
その間、Oは東京都内で勤務していた1953年（昭和28年）ごろから神経性の頭痛持ちとなったほか、1959年（昭和34年）5月には最初の結婚をして他家の婿養子となったが、翌1960年（昭和35年）4月に妻からの申し立てにより離婚調停が行われ、同年11月にOが30,000円を受け取ることで離婚調停が成立した。
また1959年 - 1963年（昭和38年）には東京都八王子市並木町のアパートに居住しており、1963年ごろには日野自動車に2交替制で勤務して早朝に就寝することが多かったが、この時には隣人一家から「ステレオの音がうるさい」と苦情を受けてから物音に対し病的に敏感になっており、1965年（昭和40年）ごろには神経過敏になって早朝さえずるスズメの鳴き声さえうるさく感じるようになっていた。

### 再婚するも妻にDV
親戚が経営していた神奈川県内の鉄工所に勤務していた1965年4月に知人の紹介を受けて再婚したが、妻との夫婦仲は険悪で、結婚当初から些細なことで殴る・小突くなどドメスティック・バイオレンス（DV）を加えるなどしていたため、妻は何度も離婚を考えていた。
1967年（昭和42年）ごろからは夫婦で八王子市内の社員寮に住み込み、Oは会社のボイラーマン・妻は寮の管理人としてそれぞれ勤務していたが、Oは夜間の寮生の話し声・麻雀の音等を気に掛けて何度も大声で注意し、最終的に多数の寮生と激しい口論をしたことがきっかけで翌1968年（昭和43年）に退職した。

### 工員を退職して、失業保険暮らし
1969年（昭和44年）5月 - 1970年7月には平塚市内の小松電子金属（現：SUMCO TECHXIV）に勤務していたが、当時は内向的で口数も少なく目立たない存在だった。また事件現場となった神奈川県営横内団地34棟4階には、1970年（昭和45年）4月（406号室）に入居している。
Oは1973年7月、工員として勤務していた平塚市内の車体部品製造会社を「仕事に飽きた」と退社。以降は無職となって失業保険給付金などで暮らしていたが、事件直前の1974年7月ごろには手持ちの生活資金にも窮し始めており、事件発生まで月7,000円の家賃を約3か月間滞納していた。

## 事件の背景
事件現場となった「神奈川県営横内団地」は国鉄東海道本線・平塚駅から国道129号沿いに6 kmほど北上した田園地帯にある賃貸団地で、高度経済成長期の急激な人口増に対応するために神奈川県が水田を埋め立て、約1,400世帯が住める大型団地として造成した。間取りは2DKおよび3DKで、団地には1967年（昭和42年） - 1971年（昭和46年）にかけ1,364戸が入居し、事件当時は約4,000人が住んでいた。
Oが妻とともに県営横内団地へ引っ越してからわずか2か月後となる1970年6月、Oの居室の階下である3階306号室に被害者一家（男性A・女性Bの夫婦と長女C・次女Dの4人家族）が引っ越してきたが、Oはその際に入居の挨拶を受けられなかったため被害者一家を「礼儀作法を弁えない非常識な家族だ」と思い込んでいた。その後、間もなく被害者宅では日曜大工を始めるようになったため、その際の金槌の音が立つようになったほか、Oがベランダのサッシ戸・玄関ドアの開閉音や、トイレ・風呂場の扉の開閉音といった物音を気にしだし、「金槌の音があまりにもひどい」と感じた際には一度自宅から階下の被害者方へ「うるさい」などと怒鳴ったことがあった。
これに加え、Oは「団地に住む近所の人々が自分に対し冷たい態度を取っている」と感じるようになった矢先、他人には人づきあいが良かった被害者一家の妻Bが自分と会っても挨拶をしなかったことがあったため、Oは「Bが近所の人々に自分の悪口を言いふらしている」と思い込み、次第にBへの憎しみを覚えるようになった。また1973年（昭和48年）11月には被害者一家宅がピアノを購入し、長女Cがこれを弾くようになったためOはその音を気にしだし、1974年4月ごろには一度妻とともに「自分が在宅しているときはピアノを弾かないで欲しい」と申し出たこともあったが、その後も被害者宅ではピアノを弾くのをやめなかったため、Oは次第に「ピアノを弾くのは自分への嫌がらせのためだ」とも思い込むようになった。しかし事件発生直後の『毎日新聞』（毎日新聞社）では「被害者家族はOが自分たちや同階に住む住民へ苦情を入れてきた後、なるべくOが留守の時間帯にピアノの稽古をさせており、ピアノの音もOに酷い迷惑をかけるほどうるさいものではなかった」「Oは被害者宅からピアノの音が聞こえると「うるさい」と大声で怒鳴り込んだばかりか、時には自分の妻に八つ当たりで暴力を振るうことがあった」と報道されている。
そして1973年7月ごろからは持病の片頭痛が再発して耳鳴りがするなどしたほか就労意欲がなく、生活費にも困窮したことで自暴自棄になりだしたほか、7月1日ごろからは被害者一家の部屋の玄関前を通るたびに「夫Aが包丁を持って自分を刺しに来るのではないか？」と被害妄想を感じたため、7月10日ごろには鉄棒に出刃包丁を取り付けて槍を作った。同年8月1日ごろには「一家がピアノを弾くのをやめないなら妻Bとその子供たち（C・D）を殺害しよう」と考えるまでになった。
事件1週間前には「親のしつけが悪いからまず親を殺そう」と犯行機会を窺いつつ、凶器の刺身包丁・ペンチ・背広・ガーゼなどを購入していた一方、このころには妻が離婚話の相談のため八王子市内の実家へ帰っていた。このころ、Oは八王子市内でかつてトラブルになった近隣住民を殺害するためその転居先を探し当て、外から様子を窺ったが、標的の女性が自転車で外出したため「自分に気づいて交番に行った」と誤解して殺害を断念して帰宅し、その後はA一家への犯行機会を窺っていた。また事件前日（1974年8月27日）にはOに対し、階下305号室（被害者一家の隣室）に入居した女性が入居挨拶に来たが、Oはその女性に対しBの悪口を話していた。この他、Oは事件前に八王子市内に住んでいた知人に対し「海で死にたい」と吐露していた。

## 事件発生
1974年8月28日7時15分ごろ、加害者O（事件当時46歳）は階下の被害者方で響いていたピアノの音で目が覚め起床したが、それまでの経緯などからピアノの音を非常に気にしていたことに加え、それまでは9時過ぎにならなければ鳴らなかったピアノの音が朝早くからなり出したことに憤慨した。また前日に挨拶に来た女性に対し自分がBの悪口を話したことを思い出し「Bが自分への嫌がらせ目的で子供にピアノを弾かせている」と邪推したため、Bへの憤りを抑えることができなくなったOは女性B（事件当時33歳）・長女C（同8歳）・次女D（同4歳）をこの際一気に殺害しようと決意し、あらかじめ犯行で使用するため購入していた凶器の刺身包丁（刃渡り20.5 センチメートル）1本および腹巻用さらし1枚・ペンチ1個・背広などを買い物用袋の中にまとめて入れ、殺害の準備を行った。さらしは包丁で殺害しきれなかった場合に被害者を絞殺する目的で予備の凶器として、ペンチは警察への通報を妨害するため電話線を切断する目的でそれぞれ用意していた。
さらに犯行を容易に遂行するため、Bの夫Aが出勤して留守になるときとB・Dが室外に出るところを確認し、9時10分ごろに306号室へ侵入した。Oは玄関口の電話線をペンチで切断してドアを開け、3畳間で一人立ったままピアノを弾いていた長女Cを刺身包丁で襲い、Cの左胸などを複数回突き刺した。その後Oは室内のふすまの陰に身を潜めてB・Dの入室を待ち伏せ、4畳半の部屋に入室した次女Dの腹部などを数回突き刺し、持っていたさらしでDの首を絞めて殺害した。そしてC・D姉妹を殺害した直後、Oは3畳間・4畳半の境のふすまに鉛筆で「迷惑をかけるんだからスミマセンの一言位い言え。気分の問題だ」「人間、殺人鬼にはなれないものだ」などと恨みの言葉を書き残したほか、息絶えたC・D姉妹の遺体にそばにあったタオルケットを掛けたが、間もなくゴミ当番で出ていた母親Bが帰宅し、子どもの名を呼びながら3畳間に入室してきたため、Bの頸部などを数回突き刺して殺害した。被害者3人の死因はいずれも失血死だった。
- 長女C - 即時心臓刺創等の傷害[3]
- 次女D - 大動脈切裁等の傷害[3]
- 母親B - 左鎖骨下動脈切断等の傷害[3]

犯行後、Oは306号室の出口を施錠しようとしていたところを隣室305号室に住んでいた女性（事件前日に引っ越してきた女性）に目撃されたため、4階の自室に戻ってから犯行に使用した道具・背広の上着を手提げ袋に入れ、手製の槍・釣り道具（釣り竿など）・リュックサックを持ってバイクで神奈川県高座郡寒川町まで逃走し、バイクは国鉄相模線・宮山駅付近の農道で乗り捨てた。その後はタクシーで国鉄茅ケ崎駅へ向かい、バスを乗り継いで藤沢市内へ逃走すると同市内の清浄光寺（遊行寺）参道の小屋裏側に刺身包丁・背広などを捨てたほか、さらに遊行寺から東京都大田区蒲田までバスを乗り継いでから電車で上野駅を経由し、同日は国鉄信越本線・横川駅（群馬県碓氷郡松井田町横川）付近で下車して同駅付近で野宿した。翌8月29日には東京都内で過ごしてから国鉄横浜線で橋本駅（神奈川県相模原市）へ行き路上駐車されていた車の中で就寝し、30日は再び東京へ行ってから夜になって平塚市へ戻り、日付が変わった31日未明になって平塚署へ出頭した。
また逃走中、Oは自己の服装を整えて逃走するため以下の民家3軒で窃盗事件を起こした。
1. 同日10時ごろ - 神奈川県高座郡寒川町宮山3478番地の民家庭先、住人所有の作業用ズボン1本（時価500円相当）[3]
2. 同日10時30分ごろ - 神奈川県高座郡寒川町倉見648番地の民家庭先、住人所有の作業用上着1着（時価2,000円相当）[3]
3. 8月30日6時30分ごろ - 東京都町田市相原町805番地の民家庭先、住人所有の作業用上着1着ほか1点（時価合計1,000円相当）[3]

## 捜査
同日9時15分ごろに被害者宅の隣室住民から「被害者宅で男が暴れている」と神奈川県警察へ110番通報が寄せられ、平塚警察署員が駆け付けたところ3DKの被害者宅6畳間でB・C・Dがいずれも死亡していた。また事件直後に「被害者宅の真上に住んでいたOが血を浴びて被害者の部屋から逃げバイクで立ち去った」という目撃証言が寄せられたため、本事件を殺人事件と断定し県警捜査一課・鑑識課の応援を受けて捜査を開始した平塚署はOを犯人と断定し、被疑者Oを殺人容疑で全国に指名手配した。捜査本部は「Oが事件前、知人に対し『海に行って死にたい』と漏らしていたため、海で自殺する危険性もある」と判断して捜査員200人を派遣し、平塚市・大磯町の相模湾に面する海岸にも捜査網を広げたほか、Oの実父・親類宅があった東京都（警視庁）や隣県の静岡県警・山梨県警にも協力を要請した。
事件から3日後の1974年8月31日0時15分、Oは捜査本部が設置されていた平塚署へ出頭して殺人容疑で逮捕された。Oは取り調べに対し犯行を全面的に自供したほか、自供通り凶器の刺身包丁が藤沢市内で、逃走に使用したバイクも寒川町内で発見された。またOは「1959年 - 1963年まで自分が住んでいた八王子市並木町のアパートで隣人とトラブルになり、その隣人一家4人も殺そうと思った。本事件の被害者一家宅からピアノの音が聞こえたことでその一家に対しても再び憎しみが燃え上がり、8月初めにはその転居先を調べ上げ2度下見にも行った。刺身包丁は八王子の一家を殺すため20日に茅ヶ崎市内で購入したものだ」と自供した。このことから『中日新聞』（中日新聞社）は「10年以上も前の些細なトラブルに執着するOの異常さを見せている」と報道した。
横浜地方検察庁小田原支部は1974年9月20日に被疑者Oを殺人・窃盗罪で横浜地方裁判所小田原支部へ起訴した。それまでの警察官・検察官による取調べに対し、被疑者Oは「カッとなってやった。『男性Aに襲われるかもしれない』と思い、その予防のつもりだった」と供述したほか、「被害者には申し訳ないと思う」などと反省・謝罪の弁も述べていた。

## 刑事裁判

### 第一審・横浜地裁小田原支部
刑事裁判の第一審公判で被告人Oは「死刑になりたかったから被害者3人を殺害した」と発言するなど異常な性格が認められたが、同公判で行われた精神鑑定では「被告人Oは精神病質者だが、犯行時に心神耗弱状態だった点は認められない」とする鑑定結果が示された。1974年10月28日に横浜地方裁判所小田原支部（海老原震一裁判長）で第一審初公判が開かれ、被告人Oは罪状認否で「被害者3人を刺すことしか考えておらず殺すつもりはなかった」と述べて殺意を否認した。
1974年11月25日に第2回公判で証拠調べが行われ、同年12月16日の第3回公判では海老原裁判長が「小田原医院」院長・八幡衡平に対し、弁護人が申請していた被告人Oの精神鑑定を依頼した。八幡は被告人Oと2回面接して田中ビネー式知能検査・問診を行った上で事件記録を参照して鑑定書を作成し、1975年2月11日付で地裁支部へ提出した。
1975年（昭和50年）2月24日に開かれた第4回公判では被告人Oの部屋の騒音を計測した平塚市職員（公害課主事）が証人として出廷し、「平塚署からの依頼で9月2日・6日の2回にわたり現場まで階下のピアノの音がどの程度響くかを測定した」という証言をした。その結果は「1回目は14時の測定では周囲の暗騒音の中央値が44ホンで、階下で弾くピアノの音は周囲の喧騒音（戸外の子供たちの遊ぶ声など）にかき消され測定できなかった。2回目は19時30分から測定したが、窓を開けた状態でも上限値44ホンであった」というものだった。しかし測定時にピアノを弾いた時間は約15分で、ピアノは平塚署の署員もしくは警察関係者が弾いていたため、上前(1982)は「この測定は不正とまでは言えないが、不公平と言われてもやむを得ない。公平な第三者によりあらゆる弾き方で強弱全ての音を記録すべきだった」「人々の睡眠時間帯は一律ではないのだから、昼間でも階下のピアノの音に不快感を抱く人がいても不思議ではない」「ホン数で示される音の高さ・鳴る時間の長さの問題ではなく、“『静寂を望みながら暮らしている時に時を選ばず降り注ぐ音』という性質が人間の内臓・神経にどのような影響を及ぼすか”が問題だったはずだ。その点への考察を怠った裁判には致命的な欠陥がある」と指摘している。
1975年3月17日に開かれた第5回公判では被告人Oの精神鑑定を依頼されていた医師・八幡衡平が証人として出廷し、証人尋問で「被告人Oは騒音公害によって道徳感情が鈍麻した異常人格（精神病質）に該当するが、狭義の精神病症状（心神喪失・心神耗弱に該当する状態）ではなく、知能も普通である」と述べた。その後、検察官からの「『医学的に見れば精神病と正常の中間に該当するが、心神喪失・心神耗弱には該当せず、責任能力は認められる』ということか？」という趣旨の質問をされると「責任能力はある」と回答した一方、弁護人の「是非善悪の弁別・自己の行動を制御する能力が欠けた状態であるため、O個人の罪は軽減されるべきだ」という点を強調した質問に対しても肯定的な答えを返した。
1975年4月14日に開かれた第6回公判では被害者遺族である男性Aとその義兄（女性Bの兄）が検察側証人として出廷し、それぞれ死刑を求めた。その後、同年5月12日に開かれた第7回公判では「騒音被害者の会」代表・佐野芳子が弁護人側証人として出廷し、「被害者には大変気の毒な事件だが、会合では被告人Oに同情する意見が多く、その旨の嘆願書も計100通近く書かれている」と証言したほか、被告人Oの元妻（事件後に離婚）も出廷して「Oは音に対し異常に神経質だったが、ピアノの音は自分にも度が過ぎて聞こえていた。しかし『団地はうるさいところ』と思っていたから被害者に対し苦情を言いに行くことはなかった」と証言した。
1975年6月2日に開かれた第8回公判では被告人Oへの被告人質問が行われたが、被告人Oは捜査段階と一転して「死刑になりたかったからやった。被害者に対する『申し訳ない』という言葉は本心ではなく、事件を起こしたことへの後悔・反省はしていない」と証言した。その後、第9回公判（1975年8月11日）でも論告求刑を前に改めて被告人質問が行われたが、Oは第8回公判と同様に「死刑になりたかった。被害者に申し訳ないとは思わない」と供述した。
1975年8月11日10時から横浜地裁小田原支部（海老原震一裁判長）で論告求刑公判が開かれ、検察官・樋田誠は被告人Oに死刑を求刑した。検察官は論告で被告人Oの責任能力について「被告人Oは病質者だが刑法上の心身喪失・心神耗弱ではなく、罰を償うだけの能力は持っている」と指摘した上で、「犯行は計画的で執拗・残虐な殺害方法により罪のない子供2人を殺している。ピアノ・日曜大工の音は近隣者に不快を与えるほどのものではなかった。被告人Oの行為は反社会的・自己中心的で死刑が相当だ」と主張した。
1975年10月20日13時から判決公判が開かれ、横浜地裁小田原支部（海老原震一裁判長）は横浜地検の求刑通り被告人Oに死刑判決を言い渡した。判決理由の要旨は以下の通り。
- （責任能力に関して） - 弁護人は「日曜大工・ピアノの音から被害者一家に対し極度の憎しみを持ち始めた矢先に『Bの夫Aに刃物で刺される』と恐怖を抱いたことで『いっそ先に被害者らを殺害しよう』と思い立って犯行に至った。これは正常の心理からすれば理解不能な異常の精神状態の下での犯罪というほかなく、被告人は精神病質者であったため『事理弁識能力が著しく減弱した心神耗弱状態』とみなして量刑を減軽すべきだ」と主張するが、被告人は確かに「精神病質者でかつ音に対する過敏症」であった点は認められるものの、周到な準備の上で被害者Bの夫Aが出勤後留守になったところを確認した上で犯行に及んだ上、娘2人（C・D）を殺害した直後に自己の犯罪を正当化するため鉛筆でメッセージを書き残すなど、犯行を冷徹に遂行していることが認められるため、弁護人の主張は採用できない[65]。
- （量刑の理由）
  - 犯行は被害者方から発されたピアノ・日曜大工・ベランダのサッシ戸の音などに端を発したものだが、そのピアノの音は平塚市公害課による音響測定によれば被告人Oの部屋（406号室）で聞いた場合「40 - 45ホン程度」で、神奈川県公害対策事務局が行政指導上の目安として音の人体に対する影響を実験などでまとめた基準例によれば「睡眠を妨げられ、病気の人は寝ていられない」という程度の音だった[2]。また被害者方の真下206号室の住人の反応も「不快感を与えるほどの音とは感じられなかった」というもので、しかも早朝・深夜（特に通常人の睡眠時間帯）には発されていない[2]。むしろその影響は音を感受する被告人Oが「音に対し極度の神経過敏症であった上に情意に欠ける異常性格者であったこと」と、他人に対しては特に人づきあいが良く社交家肌の被害者Bが被告人Oの日常行動を見て「変人だ」と思ったためか、被告人Oに対してはほとんど近所付き合いをしなかったという「意思疎通に欠けた点」があったことに由来し、被害者方・被告人Oとの間に意思疎通があれば十分阻止し得たといえる[2]。
  - しかし被害者は「被告人Oは音に極度の神経過敏症で異常性格者だ」ということを知る由はなく、意思疎通不足の点をもって被害者のみを責めることはできないし、被告人Oは「ピアノを弾く時間が一定していないので家にもいられない状態だった」と述べているが、被害者方には被告人O側から「ピアノを弾く時間を制限してくれ」と申し入れられたにも拘らずそれを拒否したと思われるような事情も認められない[2]。被告人Oが被害者方に直接苦情を申し入れたのはわずか1回で、騒音問題について被害者側と対話するよう努力した痕跡は全く認められず、被害者を責める限りは同じく被告人Oの態度も責められなければならない[2]。
  - その一方で被告人Oは自己の被害者に対する態度を一顧だにせず、被害者Bの自己に対する態度のみを自己流に責め、果てはその報復として犯行を用意周到に計画した上で実行し、一片の憐憫の情もなく罪のない幼女2人までも一気に殺害した[2]。犯行の態様は「冷静に致命傷を与える部位を狙い鋭利な刃物で突き、被害者3人中1人（次女D）に対しては『手ごたえが不十分』としてさらしで首を絞める」など残虐極まりないもので、被告人Oは法廷でも全く自己の犯した罪に対し悔悟の情を示していない[2]。

第一審判決後、被告人Oは死刑を望んで東京高等裁判所へ控訴しようとしなかったため、1975年11月1日付で弁護人が控訴した。

### 控訴審・東京高裁
1976年（昭和51年）5月11日に東京高等裁判所刑事第4部（寺尾正二裁判長）で被告人Oの控訴審初公判が開かれ、寺尾裁判長は東京医科歯科大学教授・中田修に被告人Oの精神鑑定実施を依頼した。これを受けて中田が1976年6月30日 - 10月5日までの間、計10回にわたり被告人Oの心身状態を検査した上で「被告人Oは犯行当時パラノイア（偏執症）に罹患しており、殺人行為は妄想に影響づけられて実行したもの」とする鑑定結果を提出したが、これは「被告人にとって有利な鑑定結果」とされ「場合によっては死刑を免れる可能性」もあった。しかし「死刑に処されたい」という願望を抱いていた被告人Oは「鑑定結果次第では死刑判決が破棄されて減軽されるか無罪になるかもしれない」と恐れ、検査の過程で鑑定への協力を拒否するようになっていたほか、鑑定人（中田）・東京拘置所職員に対し「控訴を取り下げたい」と漏らしていた。
被告人Oは鑑定最終日となる1976年10月5日付で中田や拘置所職員の説得を無視して控訴取下申立書を作成し、控訴取り下げの手続きを取ったため死刑判決が確定することとなった。当時、第一審（地裁）で死刑判決を受けた被告人が高裁に控訴しなかったり、控訴審開始後に控訴を取り下げて死刑が確定したケースは極めて稀だった。この際、被告人Oは驚いて面会した国選弁護人・井本良光に対し「自分は音に対し（通常の人間には見られないほど）病的に敏感だ。これ以上音の苦しみには耐えられない」「好んで死ぬわけではないが、無期懲役と死刑ならば死刑がいい。仮に死刑を免れても生き続けることに耐えきれない」と述べている。
これに対し弁護人・井本は「控訴取り下げは正常ではない精神状態の下で行われており無効だ」と上申書を提出したため、裁判所に異議を申し立てる日本で初めての事態となったが、被告人Oは控訴取り下げ後も弁護人・検察官・東京高裁に対し「第一審判決後に弁護人が行った控訴の申し立ては自分の意思に反して行われたものだ」と主張した。東京高裁刑事第4部（寺尾正二裁判長）は1976年12月16日付で「被告人Oは『自分は騒音恐怖症・不眠症に悩んでいるため今後の社会生活・拘禁生活には到底耐えられないから、死刑になって一刻も早くこの世を去りたい』と願い自らの意思で控訴を取り下げたものと考えられ、これは通常人の考えからすれば不自然ではあるが、取り下げ申し立て自体は訴訟能力を欠いていない状態で行われたため有効である」として、弁護人の「控訴取り下げは無効」とする申し立てを棄却する決定を出した。
国選弁護人・井本が高裁決定を不服として東京高裁刑事第5部（谷口正孝裁判長）に異議申し立てを行い、これを受けた刑事第5部は1976年末に「刑事第4部の決定執行停止（＝事実上の死刑執行停止）をした上で第一審以降の全記録の審査」を行ったほか、1977年（昭和52年）2月9日には非公開の法廷で被告人質問を行ったが、その際に被告人Oは「自分こそ（騒音公害の）被害者だ」と反省の情を示さず、改めて「死刑になりたい」と意思表示した。また被告人Oは後述の東京高裁決定（弁護人の異議申し立て棄却）までに東京高裁による審尋に対し以下のように述べていた。
- 「第一審判決後に弁護人が自分の意思に反して控訴したため『自分が控訴取り下げをすればそれで済む』と思っている」[68]
- 「控訴取下書を書く前に控訴取り下げを後悔することがないよう、親鸞・日蓮などの書物を読んで死について研究し『いかなる偉人でも絶対に死は避けられない』と知った。逃げ場のない刑務所に行って隣房者の発する騒音に耐えることは苦労で、苦労は今までの経験で十分だ。自分には死刑か無期（懲役）しかなく、そのどちらかを選択しなければならないなら（苦しみながら生きるだけの）刑務所生活より死刑になる方がいい」[68]
- 「精神鑑定の結果（心神喪失と認定され）無罪になっても3人を殺しているから当然精神病院で一生暮らさなければならない。まず無罪にはならないだろうが、精神病院も刑務所と同じで大変だと思うから無罪にはなりたくない」[68]

1977年4月11日付で東京高裁刑事第5部（谷口正孝裁判長）は「被告人Oは『仮に死刑を免れたとしても騒音過敏症・不眠症などにより長い拘禁生活の苦痛に耐えられないばかりか、もはや人生にも疲れているのでそれらから逃避するため自殺を希望し、死刑に処されることでその目標を遂げたい』と考え控訴を取り下げた。これは異例のことであり人命にも関わることではあるが、被告人が自分の権利を守る能力（訴訟能力）を十分に有した上で自分なりに死について悟りを得た上で出した結論であり法的に有効である」と結論付け、申し立てを棄却する決定を出した。決定送達後5日以内（1977年4月16日まで）に最高裁判所へ特別抗告しなければ死刑が確定する事態となったため、井本は4月13日に東京拘置所で被告人Oと面会して特別抗告するか否かの意思確認を行ったところ「抗告しないでほしい。もうこれ以上（裁判で）争わず死なせてほしい」と回答されたため特別抗告を断念し、抗告期限が切れる1977年4月16日をもって正式に死刑が確定した。
『中日新聞』（中日新聞社）は1977年4月12日朝刊記事で自ら「死刑になりたい」と控訴を取り下げた被告人Oをゲイリー・ギルモア（弁護士を通じて死刑を要求し、希望通り処刑されたアメリカ合衆国の殺人犯）に喩え「日本版ギルモア」と報道した。

## 死刑確定後
しかし、死刑囚O（現在97歳）は自身の希望に反して未だ死刑を執行されておらず、死刑確定から43年が経過した2020年（令和2年）9月27日時点でも、死刑確定者として東京拘置所に収監されている。また、2012年（平成24年）4月時点までに再審請求を起こした事実も確認されていない。
「フォーラム90」が取りまとめた1993年（平成5年）3月26日以降の死刑確定囚の一覧表によれば、死刑囚Oより先に死刑が確定した死刑囚は、2020年（令和2年）9月27日時点で病死した2人を含め3人いるが、いずれも無罪を訴えて再審請求している（いた）ため、死刑囚Oは犯行事実に関して冤罪疑惑がない死刑囚としては、同日時点で最古参である。また、O（1928年6月4日生まれ）は90歳だった2018年（平成30年）6月時点で、日本における収監中の死刑囚としては最高齢になっている。

## 反響
本事件は母子3人が惨殺され社会に衝撃を与えた事件だったが、集合住宅の騒音問題をクローズアップするきっかけともなった。同年11月には同県川崎市の団地で近隣住民が飼っていた犬の鳴き声に苦情を言いに行き、飼い主と口論の末に犬を8階から投げ捨てて殺したバーのホステスが激高した飼い主夫婦に包丁で刺殺される事件も発生し、同事件も注目を集めた。
事件直後から平塚署に対し「犯人の気持ちもわかる」という電話がかかったほか、「騒音被害者の会」をはじめとした騒音被害者らによる加害者Oへの助命嘆願活動が起こり、騒音公害の問題が社会に知れ渡ることとなった。「騒音被害者の会」会長・佐野芳子は事件当日の『読売新聞』夕刊にて「殺人は否定するが、これからは同種の殺人事件が続発することを懸念している。社会生活が豊かになり、ピアノを購入する家庭が多くなっているが、社会全体のルールとして『音は自分の家の中だけ』という認識を明確に確立せねばならない」と述べた一方、佐野への電話の中には「ピアノを弾く隣人に殺意を抱いていた。Oは自分たちの代わりにやってくれた」「『隣室でピアノを弾く子供は交通事故で死ねばいい』と願わない日はない。Oの殺人が罪ならそう願うことも罪だ」とする意見もあった一方、「音が原因で殺人を犯すことは許されない」「被害者には気の毒だが、被告人Oにも同情すべき面がある」という意見も上がった。その後、同会は200人の会員を集めた会合で被告人Oの刑事裁判を支援することを決め、計100通近くの嘆願書を集めて提出したが、これは被告人O自身が証拠採用を拒否した。
現場となった横内団地はコスト削減のため床の厚さは12 cmになっていたが、事件後に住宅・都市整備公団（現：独立行政法人都市再生機構）は床厚を15 cmに増やした。また高度経済成長により住宅が密集する一方で一般大衆の間にも急速にピアノが普及し、防音対策・利用者への防音意識が追い付かない中で起きた事件だったことから、「騒音被害者の会」や作曲家の團伊玖磨らが「ピアノは満足に防音ができていない日本の家庭には不向きだ」とする旨を指摘し、ピアノ製造業者に対し「日本の家屋向けに音量の小さなピアノの開発」「防音装置とのセット販売」を訴えた。これらの意見に対しピアノ製造業者側は「問題はピアノそのものではなく利用者側にある」との姿勢を崩さなかったが、事件後はアップライトピアノに弱音装置が取りつけられるようになり、1977年（昭和52年）ごろからは従来のピアノとは異なり音量を調整でき、ヘッドホンを利用して音漏れを防ぐこともできる電子ピアノ・電気ピアノを製造・販売するようになった。また、日本楽器（現：ヤマハ）は事件の翌々年（1976年）には騒音トラブルを防ぐため、ピアノ本体に施す防音装置や置き場所・防音室の作り方などの相談に乗る「音の相談室」を全国14支店に開設した。
また本事件を題材としたノンフィクション『狂気 ピアノ殺人事件』（上前淳一郎 / #参考文献を参照）を原作としたテレビドラマ「ピアノ殺人事件」（脚本：本田英郎）が制作され、泉谷しげるが犯人役・高橋英樹が弁護士役を演じた。このドラマはテレビ朝日系列の「判決」シリーズの1つとして1980年1月17日から3週連続で放送された。
ノンフィクションライター・仲宇佐ゆりは2006年に『新潮45』（新潮社）誌上で小原信（青山学院大学名誉教授）の「音の問題だけでなく、被害者と加害者とのコミュニケーション不足も原因の1つだ。現代（21世紀）は当時よりさらにコミュニケーション不足が深刻化し、知らない者同士が物理的に近接していても心理的には無縁でいる社会だ」という指摘を引用して「奈良騒音傷害事件の加害者も加害者Oと同じく『引っ越してきたときに挨拶がなかった』と怒っていた。今後、コミュニケーションが成り立たない中で騒音トラブルはますます増えるかもしれない」と指摘した。